# Oreoglanis setiger
Oreoglanis setiger är en fiskart som beskrevs av Ng och Walter J. Rainboth 2001. Oreoglanis setiger ingår i släktet Oreoglanis och familjen Sisoridae. IUCN kategoriserar arten globalt som otillräckligt studerad. Inga underarter finns listade i Catalogue of Life.